# Еміль Ніколаус фон Резнічек
Барон Еміль Ніколаус Йозеф фон Резнічек (нім. Emil Nikolaus Joseph Freiherr von Rezniček; 4 травня 1860, Відень — 2 серпня 1945, Берлін) — австрійський композитор чеського походження. Син генерала Йозефа фон Резнічека, зведеного в баронський титул в 1860 році й єдинокровний брат художника-карикатуриста Фердинанда фон Резнічека. 

## Біографія
Вивчав право і музику, потім тільки музику (у Вільгельма Маєра) в Ґраці, пізніше займався також в Лейпцизькій консерваторії у Карла Райнеке і Саломона Ядассона. У 1886—1894 роках працював в Празі, де в 1894 році написав і поставив оперу «Донна Діана» (увертюра з неї до сих пір є найбільш виконуваним твором Резнічека). Надалі Резнічек жив переважно в Берліні, в 1909—1911 роках був капельмейстером Берлінської комічної опери, з 1920 року викладав в Берлінській вищій музичній школі.
Творча спадщина Резнічека досить широка, включає сім опер, п'ять симфоній й інші оркестрові твори (в тому числі увертюру «Раскольников», 1931), п'ять струнних квартетів, фортеп'янну і органну музику. Оригінальною рисою музики Резнічека є її часто іронічний характер: такі, зокрема, опера «Синя Борода» (нім. Ritter Blaubart; 1915—1917), частково симфонічна поема «Переможець» (нім. Der Sieger; 1913) з «Танцем навколо золотого тільця» і «Танцювальною симфонією» та Тарантелою, що входять до її складу, а симфонічна поема «Невдаха» (нім. Schlemihl; 1912) вважається прямою пародією на симфонію «Життя героя» Ріхарда Штрауса, з яким Резнічек дружив. Прем'єрами симфоній Резнічека дириґували Артур Нікіш і Фелікс Вайнгартнер.
З середини 1990-х рр. в Німеччині й Австрії піднімається нова хвиля зацікавлення музикою Еміля фон Резнічека: в 1996 році Квартет імені Шуберта вперше виконує перший квартет Резнічека (1921), в 2000-ні рр. починають з'являтися записи його творів.
Іменем Резнічека названа вулиця в Відні (нім. Reznicekgasse).